# شان پال
شان پال رایان فرانسیس هنریگوئز (زاده ۹ ژانویه ۱۹۷۳)، موسیقی‌دان دنس‌هال جامائیکایی است. اولین آلبوم پال، پلۀ اول (انگلیسی: Stage One)، در سال ۲۰۰۰ میلادی عرضه شد. او با دومین آلبومش، داتی راک (Dutty Rock)، در سال ۲۰۰۲، به شهرت جهانی دست یافت.

## زندگی و حرفه
شان پال در شهر کینگستون از جامائیکا متولد شد؛ و سال‌های اول زندگیش را در سنت اندره پاریش، شهری با چند مایل فاصله در شمال کینگستون، گذراند. والدین او، گرت و فرانسس، هر دو از ورزشکاران حرفه‌ای به حساب می‌آمدند و همچنین مادرش، نقاش ماهری بود. پدربزرگ پدری او، استفاردیک جویی، مهاجری پرتقالی بود و مادربزرگ پدریش، افرو، اهل بخش کارائیب آفریقا بود. مادر او دو رگه انگلیسی و چینی بود. شان پال جز شاخه کاتولیک مسیحی بود. اکثر خانواده او شناگران ماهری بودند. پدربزرگ او جز اولین بازیکنان تیم شنا جامائیکا بود؛ و همچنین پدرشان پال هم در دهه ۱۹۶۰ در تیم واترپولو جامائیکا بازی می‌کرده‌است؛ و شناگر مسافت‌های طولانی بود. مادر شان پال نیز تبحر خاصی در شنا به پشت داشت. شان پال نیز در سن سیزده سالگی برای تیم ملی واتر پولو جامائیکا بازی می‌کرد و این عضویت تا سن ۲۱ سالگی ادامه داشت.
زمانی که او ورزش را رها کرد پا به عرصۀ موسیقی گذاشت. او جذب مدرسه متوسطه ولمرز و بعد از آن متوسطه بلیر و سرانجام به دانشگاه در رشته هنر وارد شد. او همچنین در رشته‌های علوم تکنولوژی تحصیل کرد و اکنون در دانشگاه تکنولوژی مشغول تحصیل در رشته هتلداری می‌باشد. او با ورود به کفه صدف ابی از مسیرش کمی فاصله گرفت.
از البوم‌های او که سال ۱۹۹۸ می‌توان به Belly که اجرای روی صحنه بود در سال ۱۹۹۸،Stage One با مشارکت وی پی کمپانی در سال ۲۰۰۰، شروع کار با کمپانی بلیز از تورنتو با آلبوم Dutty Rock و Gimme The zlight که برنده ۱۰۰ آلبوم محبوب شد و Get Busy که در حدود ۶ میلیون نسخه فروش داشت اشاره کرد. بعد از ان شان پال در همکاری با بیونسه در البوم‌های Baby Boy و Blu Cantrell و Breathe شرکت کرد که این کار باعث مشهور و محبوب شدن او در آمریکا و اروپا شد. در این مدت او ویدئو کلیپ Get Busy,Gimme The Light, Like Glue,She Doesn't Mind را ساخت که با با پخش آنها در MTV، او به اوج شهرت خود رسید. وی همچنین با آرش، خوانندۀ ایرانی-سوئدی، تک‌آهنگی به نام She Makes Me Go (ناچارم می‌کنه برم) را منتشر کرد. همچنین آهنگ Rockabye در سال ۲۰۱۶ بیش از ۲ میلیون نسخه در سراسر جهان فروش داشت.

## آلبوم‌ها
- پلۀ اول (Stage One) (۲۰۰۰)
- داتی راک (Dutty Rock) (۲۰۰۲)
- تثلیث (The Trinity) (۲۰۰۵)
- Imperial Blaze (۲۰۰۹)
- تکنیک (Tomahawk Technique) (۲۰۱۲)
- فول فرکانس (Full Frequency) (۲۰۱۴)
- Live n Livin (۲۰۲۱)
- Scorcha (۲۰۲۲)

## جوایز
- ۲۰۰۴: جایزه گرمی بهترین آلبوم سبک رگه (Dutty Rock)
- ۲۰۰۵: جایزه موسیقی بیلبورد - خواننده رگه پرفروش سال
- ۲۰۰۵: جایزه موسیقی بیلبورد - پرفروش‌ترین خواننده سبک رگه سال (The Trinity)

## فیلم‌شناسی
| فیلم‌ها \| سال \| عنوان \| نقش \| \| ---- \| ----- \| ---- \| \| ۱۹۹۸ \| بلی \| خودش \| |       |      |
| سال                                                                                    | عنوان | نقش  |
| ۱۹۹۸                                                                                   | بلی   | خودش |